# Sangaris inornata
Sangaris inornata là một loài bọ cánh cứng trong họ Cerambycidae.